# Graphotaktik
Graphotaktik (selten auch Grafotaktik) ist ein Teilgebiet der Graphemik und die Lehre von den Regularitäten einer spezifischen Schriftsprache (beispielsweise des Deutschen), hinsichtlich ihrer möglichen Kombinationen von Graphemen zu Schreibsilben, Morphemen und Wörtern. Betrachtet werden also die syntagmatischen Relationen der Grapheme untereinander, d. h. die Regeln, nach denen sich die Grapheme zu möglichen Wörtern (bzw. Wortbestandteilen) einer bestimmten Sprache zusammenfügen lassen.

## Wortstruktur
Jede Wortform hat eine innere Struktur:
WortkernKette aus Kerngraphemen, z. B. ⟨Sch·ei·n⟩, ⟨Sch·au|e·r⟩
Wortränder (Worteingang und Wortausgang)Folgen von Randgraphemen, z. B. ⟨Sch·aue·r⟩
im Deutschen beide optional, z. B.: ⟨∅·E·h·e·∅⟩, ⟨S·ee·∅⟩, ⟨∅·i·ch⟩
Wortbrückezwischen zwei Kernen, bestehend aus Randgraphemen, z. B. ⟨Sch·a·lt·e·r⟩
| Kerne                 | 1       | 2           | 3               | 4                     | 5                         | 6                             |
| --------------------- | ------- | ----------- | --------------- | --------------------- | ------------------------- | ----------------------------- |
| ohne Ein- und Ausgang | ⟨ei⟩    | ⟨ei·n·e⟩    | ⟨a·l·i·b·i⟩     | ⟨a·n·e·m·o·n·e⟩       | ⟨a·lt·e·rn·a·t·i·v·e⟩     | ⟨e·p·i·st·e·m·o·l·o·g·ie⟩     |
| nur Eingang           | ⟨s·o⟩   | ⟨s·ä·g·e⟩   | ⟨k·a·j·ü·t·e⟩   | ⟨k·e·m·e·n·a·t·e⟩     | ⟨l·o·k·o·m·o·t·i·v·e⟩     | ⟨sp·o·nd·y·l·o·m·a·l·a·z·ie⟩  |
| nur Ausgang           | ⟨i·n⟩   | ⟨o·d·e·r⟩   | ⟨a·lk·o·h·o·l⟩  | ⟨o·p·e·r·a·t·io·n⟩    | ⟨a·kz·e·l·e·r·a·t·io·n⟩   | ⟨e·x·i·st·e·nt·ia·l·i·sm·u·s⟩ |
| mit Ein- und Ausgang  | ⟨b·i·n⟩ | ⟨s·e·g·e·l⟩ | ⟨k·a·p·i·t·ä·n⟩ | ⟨k·o·mp·e·t·i·t·io·n⟩ | ⟨k·o·mm·u·n·i·k·a·t·io·n⟩ | ⟨pr·o·p·a·r·o·x·y·t·o·n·o·n⟩  |

Kerngrapheme (Ⓚ) korrespondieren dabei im Deutschen mit Vokalen, Randgrapheme (Ⓡ) mit Konsonanten.
Das deutsche Wort ⟨Strumpf⟩, das auch gleichzeitig einem Morphem und einer Schreibsilbe entspricht, lässt sich demnach beschreiben als: ⓇⓇⓇⓀⓇⓇⓇ oder Γ3RΓKΓ3R.

## Distributionsregeln
Aufgrund dieser Basis lässt sich nun ermitteln, von welchen Vertretern ihrer Klasse die Platzhalter Ⓡ bzw. Ⓚ besetzt werden können.
Kompetente Leser stellen intuitiv fest, dass ein geschriebenes Wort ⟨Skrulz⟩ der Musterbildung folgt und daher ein graphematischmögliches deutsches Wort sein könnte, während ⟨Mnlutppß⟩ die Distributionsbeschränkungen innerhalb des deutschen Grapheminventars verletzen würde.
Es gilt nämlich für jede Sprache, dass bestimmte Grapheme oder Klassen von Graphemen in bestimmten Stellungen und Kombinationen nicht vorkommen können.
Diese Regeln sind in jeder Sprache unterschiedlich.
Im Unterschied zur Phonotaktik gibt es aber für graphotaktische Strukturen keine natürlich fundierten  Distributionsbeschränkungen (wie in der Phonotaktik phonetische, z. B. aufgrund der Sonoritätshierarchie in einer Silbe), da Buchstaben grundsätzlich beliebig kombinierbar sind. Allerdings verbessern bestimmte Muster die Wiedererkennung, sodass auch eine Längenhierarchie bestimmt werden kann, wobei die Beschränkungen weitgehend sprachspezifisch sind, z. T. ästhetisch oder rezeptiv begründet und historisch gewachsen bzw. per Reform bestimmt.
| Kopf       | lang                  | lang                  | schräg              | schräg              | gerade      | gerade      | gerade     | gerade     | gebogen    | gebogen    | gerade     | gerade     | gerade     | gerade     | schräg              | schräg              | lang                  | lang                  |
| Buchstaben | q d g k b p h j ß t f | q d g k b p h j ß t f | x w v z s           | x w v z s           | m n         | l r         | i          | u          | a o e      | a o e      | u          | i          | l r        | m n        | x w v z s           | x w v z s           | q d g k b p h j ß t f | q d g k b p h j ß t f |
| Silbenteil | Anfangsrand           | Anfangsrand           | Anfangsrand         | Anfangsrand         | Anfangsrand | Anfangsrand | Kern       | Kern       | Kern       | Kern       | Kern       | Kern       | Endrand    | Endrand    | Endrand             | Endrand             | Endrand               | Endrand               |
| Grapheme   | t p k                 | d b g                 | z ß sch f ch        | s w                 | m n         | l r         | h          | u i        | ü ö o e a  | a e o ö ü  | i u        | h          | r l        | n m        | w s                 | ch f sch ß z        | g b d                 | k p t                 |
| Graphoneme | Plosive stl./sth.     | Plosive stl./sth.     | Frikative stl./sth. | Frikative stl./sth. | Nasale      | Liquide     | Vokalfolge | Halbvokale | Vollvokale | Vollvokale | Halbvokale | Vokalfolge | Liquide    | Nasale     | Frikative sth./stl. | Frikative sth./stl. | Plosive sth./stl.     | Plosive sth./stl.     |
| Graphoneme | Obstruenten           | Obstruenten           | Obstruenten         | Obstruenten         | Sonoranten  | Sonoranten  |            | Vokale     | Vokale     | Vokale     | Vokale     |            | Sonoranten | Sonoranten | Obstruenten         | Obstruenten         | Obstruenten           | Obstruenten           |

So konnten sich bspw. Doppelvokale ⟨ii⟩ und ⟨uu⟩, in Analogie zu ⟨aa⟩, ⟨ee⟩, ⟨oo⟩, in der Regel im Deutschen – anders als etwa im finnischen Schriftsystem – nicht etablieren. Eine traditionelle Begründung dafür ist, dass sie v. a. handschriftlich verwechslungsanfällig sind, aber es lassen sich auch strukturelle Gründe finden, insbesondere wenn eine graphematische Silbe angenommen wird. So erhöht ⟨e⟩ im Deutschen in zweiter Kernposition die Gespanntheit (Länge ⟨ie, ee⟩ bzw. Umlautung ⟨ae, oe, ue⟩), während ⟨u, i/(y)⟩ dort mit der ersten Position kombinieren (Diphthonge ⟨ei, eu; ai, au/äu, (oi, ou)⟩) und ⟨a, o⟩ nur (ausnahmsweise) sich selbst folgen können (jeweils in rund einem Dutzend Wortstämme).
Setzt man schließlich graphotaktische Erkenntnisse mit phonotaktischen in Beziehung, lassen sich u. a. orthographisch relevante phonographische Regularitäten beschreiben, z. B. Regeln zur graphischen Worttrennung oder orthographische Distributionsbeschränkungen wie:
- kein ⟨ie⟩ am Wortanfang, stattdessen ⟨i⟩ oder ⟨ih⟩ – korrespondiert mit /i:/
- kein ⟨sch⟩ im Worteingang vor ⟨t⟩ und ⟨p⟩, stattdessen ⟨s⟩ – korrespondiert mit /ʃ/ im Silbenonset vor Plosiven (nativ nur /t/ oder /p/ möglich)
- kein Dehnungs-⟨h⟩ zwischen Vokal und ⟨l, m, n, r⟩ nach Eingang ⟨t⟩